# 九鬼紋七 (九代目)

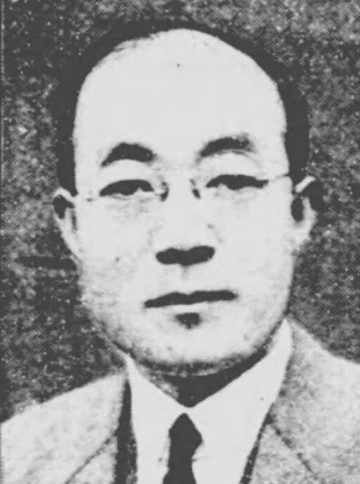
九鬼紋七

9代九鬼 紋七（くき もんしち、1895年（明治28年）10月13日 - 1990年（平成2年）11月17日）は、日本の政治家、実業家。衆議院議員（1期）を務めた。旧名・徳三、号・寿園。

## 経歴
三重県出身。四日市で代々肥料商を営む大地主の長男として生まれる。家業を継いだ父親の先代紋七は三重県の多額納税者であり、九鬼産業の重役を務めた。1921年慶應義塾大学部理財科卒業。1927年に父親が死去し、家督を相続。英国留学、欧米視察の後、東洋紡績監査役、東洋電線監査役、日本無線電信取締役、三重銀行頭取などを務め、1942年の総選挙（いわゆる翼賛選挙）で翼賛政治体制協議会の推薦を受けて当選する。戦後、日本進歩党に加入するが、推薦議員のため公職追放となる。
この他、四日市商工会議所会頭、四日市製油場、九鬼商事各社長、名古屋少年審判所保護司などを歴任した。

## 親族
- 父：九鬼紋七（8代目） - 実業家、衆議院議員。四日市九鬼家当主。
- 妻：はる（1903-？） - 静岡県沼津の大地主・市河家の娘で、外交官市河彦太郎の妹。日本女子大卒業[6]。
- 妹：くら（1900-？） - 外交官の永田安吉（1888-？）妻[7][8]。山脇高等女学校卒業。
- 長男：覇郎（1924-） - 10代目九鬼紋七を襲名。四日市喘息の療養のため、1957年ころに一家で東京に転居。九鬼産業社長、会長を務めた。[9]
- 孫：祥夫（1955-） - 11代目九鬼紋七を襲名。覇郎の長男。慶應幼稚舎、慶應志木高校、慶應義塾大学商学部卒業後、簿記専門学校を経て1981年九鬼産業入社、1998年に同社代表取締役就任。[9]